# Spiritka
Spiritka je název usedlosti čp. 2352 v Praze-Břevnově v Atletické ulici. Původně patřila do katastru Smíchova.

## Historie
První zmínky o vinici v těchto místech pocházejí z 16. století, nejstarší název je Gayerka. V 18. století se vyskytuje jméno Bubenský dvůr. Za své jméno vděčí usedlost Janu Spiritovi, který ji odkoupil od hrabat z Bubnu a byl jejím vlastníkem v letech 1766–1772. I další majitelé na Spiritce hospodařili a až do 60. let 20. století se zde choval dobytek a pěstovalo obilí. Po skončení 2. světové války hospodářství převzal Státní statek hl. m. Prahy, krátce ji využívalo i ČKD. V roce 1985 chátrající budovu převzalo Ministerstvo vnitra a do roku 1987 ji důkladně rekonstruovalo. Z historické budovy byla zachována severní část u silnice, ostatní budovy jsou postaveny znova, ovšem se zachováním půdorysu i hmoty.

## Současnost
Spiritka je nyní v rukou Ministerstva vnitra ČR. Tomu slouží jako reprezentativní zařízení a konají se zde pracovní akce, semináře a školení pro jeho zaměstnance či policisty. Od roku 2007 část Spiritky slouží pro veřejnost jako hotel či restaurace. Usedlost je vyhledávána i jako místo pro konání svateb.